# 福岡国際大学
福岡国際大学（ふくおかこくさいだいがく、英語: Fukuoka International University）は、かつて福岡県太宰府市に存在した私立大学である。
学校法人九州学園によって運営されていた。略称は福国、福国大、FIU。

## 概要
1998年（平成10年）に学校法人九州学園が開設した大学である。設置学部は国際コミュニケーション学部のみの単科大学であった。基本理念は「全人教育を基礎に国際化社会に即応した人材の育成、それを踏まえた社会への貢献」で、日本国外の様々な大学と交流協定を結んでいた。
しかし、少子化も相まって開学翌年の1999年（平成11年）より志願者が定員を下回る状態が続き、九州学園は「将来にわたって教育研究を継続することは極めて困難」として2015年度より学生の募集を停止。2018年（平成30年）に文部科学省より廃止認可を受け、翌2019年（平成31年）に廃止された。福岡県内の大学が廃止されるのは、福岡医療福祉大学（2017年廃止）に続いての事例となった。

## 沿革
- 1903年（明治36年）- 現在の福岡市中央区唐人町に私立豫修館を開設。
- 1907年（明治40年）- 九州高等女学校を開校。
- 1922年（大正11年）- 財団法人九州高等女学校に組織変更
- 1923年（大正12年）- 財団法人九州高等女学校発足
- 1948年（昭和23年）- 財団法人九州学園に改称。九州高等女学校を九州女子高等学校に改める
- 1951年（昭和26年）- 学校法人九州学園に組織変更
- 1966年（昭和41年）- 九州学園福岡女子短期大学を開設
- 1976年（昭和51年）- 野方幼稚園を開設
- 1980年（昭和55年）- 法人を学校法人九州女子高等学校（九州女子高等学校）と分離する
- 1998年（平成10年）- 福岡国際大学を開設（国際コミュニケーション学部国際コミュニケーション学科）
- 1999年（平成11年）- モナシュ大学・青島大学・韓国海洋大学校・ワシントン大学と交流協定を締結。
- 2002年（平成14年）- 北京大学と語学研修協定を締結。
- 2003年（平成15年）- 国際コミュニケーション学部にデジタルメディアコミュニケーション学科を開設。
- 2004年（平成16年）- 国際コミュニケーション学部のデジタルメディアコミュニケーション学科をデジタルメディア学科に改組。
- 2005年（平成17年）- ビクトリア大学と交流協定を締結。
- 2006年（平成18年）- 福岡女子短期大学の授業制度に合わせ、50分×2授業から90分×1授業に切り替える。これにより、希望者はお互いの大学の授業を履修出来るようになる。また、大連外国語学院・大連民族学院と学生の共同育成協定を締結。
- 2007年（平成19年）- 韓国の永進専門大学（現・永進専門大学校）・慶南情報大学校・東義科学大学校と学術交流協定を締結。
- 2008年（平成20年）- アメリカのエベレスト・カレッジ（オレゴン）と語学研修協定締結。韓国の威徳大学校と学術交流協定を締結。福岡―釜山大学間コンソーシアム学術協定締結。
- 2009年（平成21年）- 威徳大学校と共同育成協定締結。
- 2010年（平成22年）- 国際コミュニケーション学部のデジタルメディア学科を募集停止。中国同済大学国際文化交流学院（上海）と学術交流協定締結。
- 2014年（平成26年）- 国際コミュニケーション学部のデジタルメディア学科を廃止。2015年度以降の学生募集停止を発表。
- 2016年（平成28年）- 野方幼稚園を福岡女子短期大学附属野方幼稚園に名称変更。
- 2018年（平成30年）- 3月をもって在学生全員が卒業[4]。
- 2019年（平成31年）- 廃止。

## 学部・学科
- 国際コミュニケーション学部
  - 国際コミュニケーション学科
    - 現代英語コース
    - アジア言語文化コース
    - 国際社会コース
    - ビジネス経済コース

## 資格

### 取得できた資格
- 国際コミュニケーション学科
  - 中学校教諭一種（英語・社会）
  - 高等学校教諭一種（英語・公民・地歴）

## 学生生活

### イベント
- 4月：入学式、新入生歓迎会
- 5月：博多どんたく港まつり参加
- 10月：学園祭
- 12月：クリスマスイベント
- 2月：卒業制作発表会（メディア情報コース）
- 3月：卒業式

### クラブ活動
- 体育会系・・・バスケットボール、バレーボール、ハンドボール、サッカー、軟式野球、弓道、ダンス、空手道、バドミントン、硬式テニス、星部、スキー・スノーボード、フットサル、卓球など
- 文化会系・・・DMC（デジタルメディア・クリエイション）、中国語、ハングル、Sing a Song など

### 奨学金制度
- 資格取得奨学金・・・在学中に大学が認める資格を取得した学生に規定の奨学金（5千円〜3万円）を支給。
- スポーツ奨学金・・・所属する大会・所属するリーグ等において優勝またはこれに順ずる成績を残し、著しく活躍をした場合に規定の奨学金（個人1万円、団体5万円）を支給。
- コンテスト奨学金＆アクティビティー奨学金・・・公共自治体主催などの大会・コンテスト・コンクール等において優勝またはこれに順ずる成績をおさめた学生に規定の奨学金（個人1万円、団体〜5万円）を支給。

### 学園祭
学園祭は「風早福国祭」と呼ばれ、毎年10月末にキャンパスを同じくする福岡女子短期大学と合同で行われる。実行委員会は両大学2年次の学生で構成された。
- 福国祭・・・福岡国際大学の学園祭を指す。
- 風早祭・・・福岡女子短期大学の学園祭を指す。

## 大学関係者組織
- 後援会・・・在学生の保護者によって組織され、毎年9月に九州各県において大学が開催する保護者懇談会や、クラブ活動等の学生生活のバックアップを行った。
- 学友会・・・在学生によって組織され、大学生活の向上・学生相互の交流・学ぶためのよりよい環境つくりを行った。学園祭・スポーツ大会・クリスマス会などを主催し、学内での献血活動・JT主催のひろえば街が好きになる運動などへの参加も企画した。
- 同窓会

## 施設
- メディアスタジオとメディア編集室[5] - Appleのメディアサーバを使用した動画配信システムを備えたクロマキースタジオとノンリニア編集室（メディア情報コース）。

## 対外関係

### 地域交流活動
- メディア情報コースでは太宰府市と提携し、大宰府の歴史や文化、市民の活動の様子など、魅力にあふれた地元太宰府を紹介する映像作品の制作に取り組んだ。
  - 観る魅る太宰府シリーズ1「ようこそ太宰府へ」
    - 専をたどれば〜太宰府歴史の散歩道〜
    - 遠の朝廷～大宰府政庁～
    - 留学生の見た古寺(1)太宰府　観世音寺
    - 留学生の見た古寺(2)太宰府　戒壇院
    - 菅原道真～天満宮への道～
    - 太宰府天満宮の参道
    - 光明禅寺　静けさの秘密
    - アジアが見える　九州国立博物館

  - 観る魅る太宰府シリーズ2「太宰府に活きる」
    - 子どもたちに科学の楽しさを〜太宰府の街の夢工房〜
    - カンボジアからサーカス団がやってきた〜太宰府市民の国際交流〜
    - 街に燈明が灯る日
    - 劇団　道化が行く～太宰府発　夢の配達人〜
    - 絵筆で結ばれた絆～絵はがきにこめる第２の人生〜
    - 山の図書館～宝満山に魅せられた人々〜
    - 鬼じゃ鬼じゃ～鬼すべ神事と大町地区の人々〜

- 情報教育ボランティア派遣（ITサポーター）
- 福岡コンテンツ産業拠点推進会議への参加

### 他大学との協定
国内
- 札幌国際大学
- 富山国際大学
- 大阪国際大学

国外（国際・学術交流等協定校）
- ワシントン大学（アメリカ合衆国・ワシントン州）
- ビクトリア大学（カナダ・ビクトリア）
- 韓国海洋大学校（韓国・釜山広域市）
- 釜山外国語大学校（韓国・大邱広域市）
- 慶南情報大学校（韓国・釜山広域市）
- 東義科学大学校（韓国・釜山広域市）
- 永進専門大学校（韓国・大邱広域市）
- 威徳大学校（韓国・慶尚北道・慶州市）
- 北京大学（中国・北京市）
- 同済大学（中国・・上海市）
- 青島大学（中国・山東省・青島市）
- 大連外国語学院（中国・遼寧省・大連市）
- 大連民族学院（中国・遼寧省・大連市）
- 広東外語外貿大学（中国・広州市）
- モナシュ大学（オーストラリア・メルボルン）

## 関連校
- 福岡女子短期大学

## 公式サイト
- 公式ウェブサイト